# María Candelaria, Chiapas
María Candelaria är en ort i Mexiko.   Den ligger i kommunen Chiapa de Corzo och delstaten Chiapas, i den sydöstra delen av landet, 700 km öster om huvudstaden Mexico City. María Candelaria ligger 487 meter över havet och antalet invånare är 454.
Terrängen runt María Candelaria är varierad. Runt María Candelaria är det ganska tätbefolkat, med 58 invånare per kvadratkilometer. Närmaste större samhälle är Tuxtla Gutiérrez, 14,6 km väster om María Candelaria. Omgivningarna runt María Candelaria är en mosaik av jordbruksmark och naturlig växtlighet.